# Subuluroidea
Die Subuluroidea sind eine Überfamilie der Spulwürmer mit 111 Arten.

## Merkmale
Die Mundöffnung ist drei- oder sechseckig und ohne markante Lippen. Die Mundkapsel ist gut kutilarisiert, ihr vorderer Abschnitt ist im Querschnitt rund, sechseckig oder dreieckig und der hintere Bereich ist mit komplexen Kutikulabildungen ausgestattet. Dieser Apparat tritt bei anderen Spulwürmern nicht auf. Wie bei den Heterakoidea haben Männchen einen präanalen Saugnapf, allerdings ohne den umgebenden Kutikularing. Die Eier sind dickschalig und bei Abgabe bereits embryoniert. Die für den Endwirt nichtansteckenden Larvenstadien (Larven 1, 2 und frühe Larve 3) entwickeln sich, im Gegensatz zu anderen Spulwürmern, vollständig innerhalb des Zwischenwirts.

## Systematik
Hodda (2022) unterteilt die Überfamilie in zwei Familien, sechs Unterfamilien und 14 Gattungen:
- Subuluridae Travassos, 1914 (Yorke & Maplestone, 1926) 
  - Allodapinae Inglis, 1958
    - Allodapa Diesing, 1861
    - Aulonocephalus Chandler, 1935

  - Labiobulurinae Quentin, 1969
    - Cyclobulura Quentin, 1977
    - Labiobulura Skrjabin & Schikhobalova, 1948
    - Tarsubulura Inglis, 1958

  - Leipoanematinae Chabaud, 1957
    - Leipoanema Johnston & Mawson, 1942

  - Parasubulurinae Berghe & Vuylsteke, 1938
    - Parasubulura Berghe & Vuylsteke, 1938

  - Subulurinae Travassos, 1914
    - Inglisubulura Devamma, 1977
    - Oxynema Linstow, 1899
    - Primasubulura Inglis, 1958
    - Spiruroides Cameron & Parnell, 1933
    - Subulura Molin, 1860
- Maupasinidae Lopez-Neyra, 1945 (Inglis, 1960)
  - Maupasininae Lopez-Neyra, 1945
    - Maupasina Seurat, 1913